# Lake Pandruannie
Lake Pandruannie är en sjö i Australien. Den ligger i delstaten South Australia, omkring 730 kilometer norr om delstatshuvudstaden Adelaide. Lake Pandruannie ligger 7 meter över havet. Arean är 1,9 kvadratkilometer. Den sträcker sig 1,6 kilometer i nord-sydlig riktning, och 2,5 kilometer i öst-västlig riktning.
Omgivningarna runt Lake Pandruannie är i huvudsak ett öppet busklandskap. Trakten runt Lake Pandruannie är nära nog obefolkad, med mindre än två invånare per kvadratkilometer. Genomsnittlig årsnederbörd är 173 millimeter. Den regnigaste månaden är mars, med i genomsnitt 42 mm nederbörd, och den torraste är oktober, med 1 mm nederbörd.